# 魔法陣

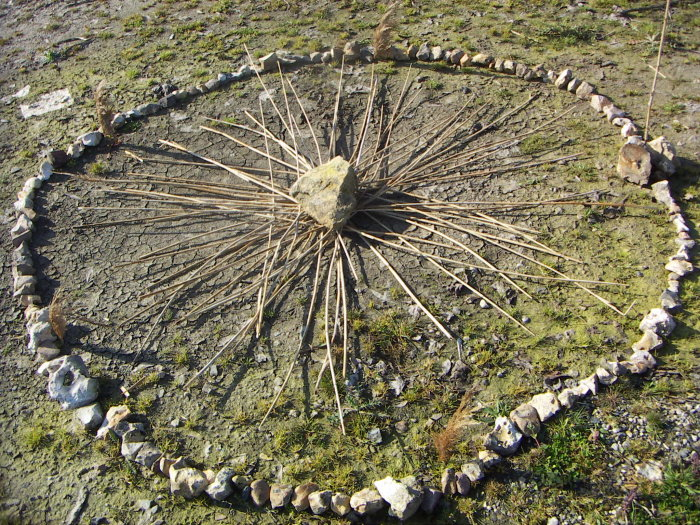
宗教儀式中的魔法陣

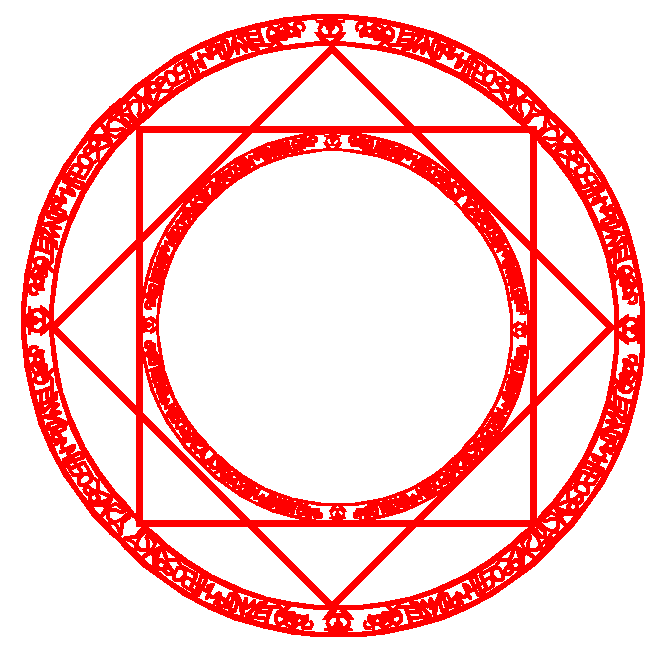
魔法陣範例

魔法陣（英語：Magic Circle）是魔法或巫術儀式中標記出的一塊區域，通常是圓形的，用粉筆或鹽畫在地上，魔法和巫術的使用者認為這個區域內有特殊的超自然力量。在東方的信仰中類似的概念有曼荼羅和八卦陣。

## 概要
魔法陣是以圓形為基礎做延伸的一種圖騰，通常是畫在地上，以實行魔法或巫術。另外最常用的圖案為五芒星、六芒星以及三角形。
魔法陣在魔法的儀式當中，是不可或缺的，是一種發動儀式或魔法的媒介。（雖然也有一部分的魔法或巫術是不需要魔法陣的。）

## 施術方式
我們常會從動畫或漫畫等其他不同渠道中看到憑空畫出魔法陣這種的施術方式。不過，在正統的巫術之中是有這種施術方法的。
而只有法力高強的巫師，才有可能不使用「魔法陣」而直接施術的。

## 魔法陣傳承
目前，我們所熟知的魔法陣，通常是中世紀“黃金黎明”社團下的產物，是“黃金黎明”對卡巴拉秘法的延伸，隨著科學主義和啟蒙思想的興起，現代科學逐漸取締了自然科學，在這種情況下，許多儀式魔法師或威卡巫師認為魔法陣已經失去其本身神秘力量的傳承，其實不然，在一些魔法結社中，仍然存在著基於歷史傳說中的神秘法陣，它們不同於卡巴拉魔法陣結構或者威卡教派魔法陣。例如丹·布朗在其書《失落的密符》中提到用來固定教堂空間結構的法陣，這些尚存的魔法陣通過魔法結社來傳承，沒有因為歷史原因遭到破壞，導致資料遺失，保留了儀式的完整性。